# آوک (آریزونا)
آوک (به انگلیسی: Houck) یک منطقهٔ مسکونی در ایالات متحده آمریکا است که در شهرستان آپاچی، آریزونا واقع شده‌است. آوک ۱۱۰٫۰۳ کیلومتر مربع مساحت و ۵٬۰۵۳ نفر جمعیت دارد و ۱٬۸۳۹٫۴۹ متر بالاتر از سطح دریا واقع شده‌است.